# Ayvalık
Ayvalık är en stad i Turkiet längs landets västra kust, mittemot ön (Lesbos) Mytilene där den grekiska kvinnliga vislyriker Sapfo (attisk grekiska: Σαπφώ, Sappho, lesbiska Ψάπφω, Psapphο), föddes. Ayvalık växte upp och utvecklades tack vare handelsprivilegium - ett slags virtuell autonomi -  som gavs till staden av den osmanska amiralen Cezayirli Hasan Paşa men förlorade sin betydelse sedan den tidigare dominerande grekiska befolkningen i början av 1900-talet fördrevs.